# Погон (морська справа)

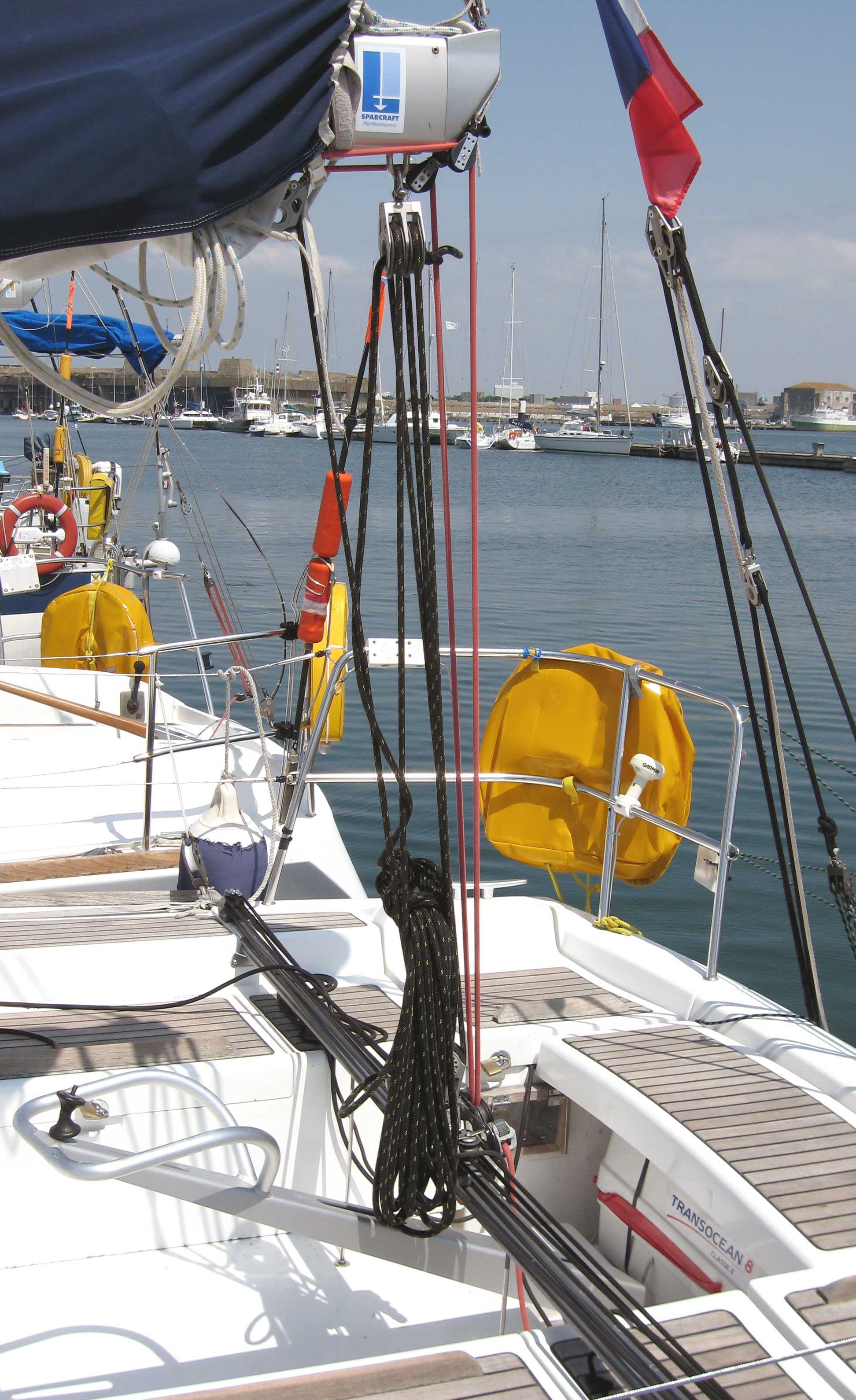
Погон грота з візком, встановлений поперек кокпіта.

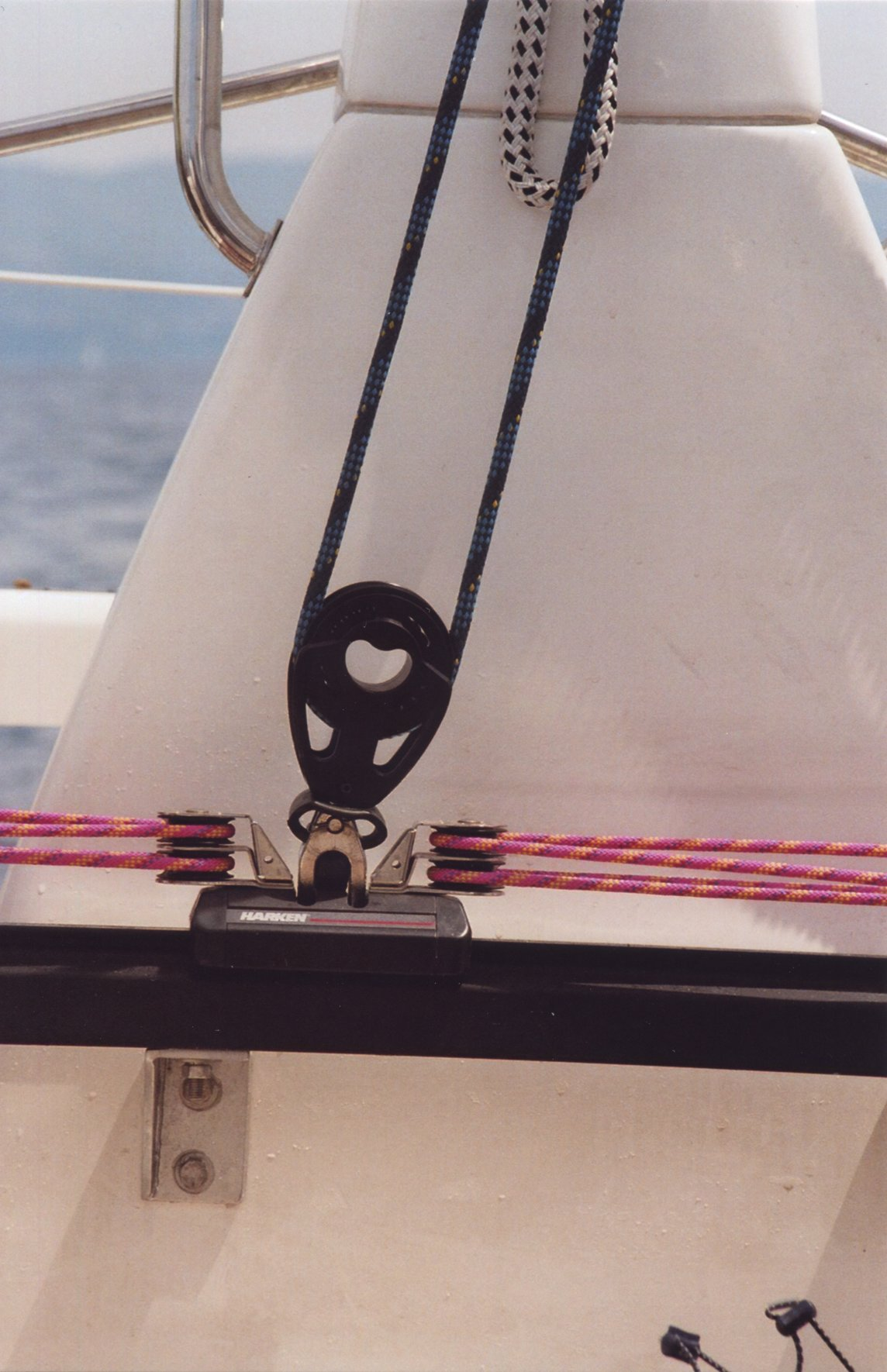
Погон з візком, на якому закріплений шкот (синього кольору) та троси для горизонтального пересування.

Погон — металевий прут, по якому ковзає блок який-небудь снасті при перенесенні вітрила з одного борту на інший. Погон має форму літери П і встановлюється поперек діаметральної площини (від борту до борту) або вздовж її. На погоні встановлюється візок з блоками, через які проходять шкот та троси для пересування візка.
Погон грота розташований поперек діаметральної площини, і служить для закріплення гіка-шкота. Погони стакселів (кліверів) встановлюються по обох бортах паралельно діаметральній площині (у толбоя погон має форму півкола і розташовується, як у грота, поперек).
У разі застосування погонів пересуванням візка можна змінювати докладання сил, що діють на задню (вільну) і нижню (закріплену на гіку) шкаторини. Таким чином можна керувати вигином і вітрила і його поворотом, що має значення на перегонових суднах.

## Галерея

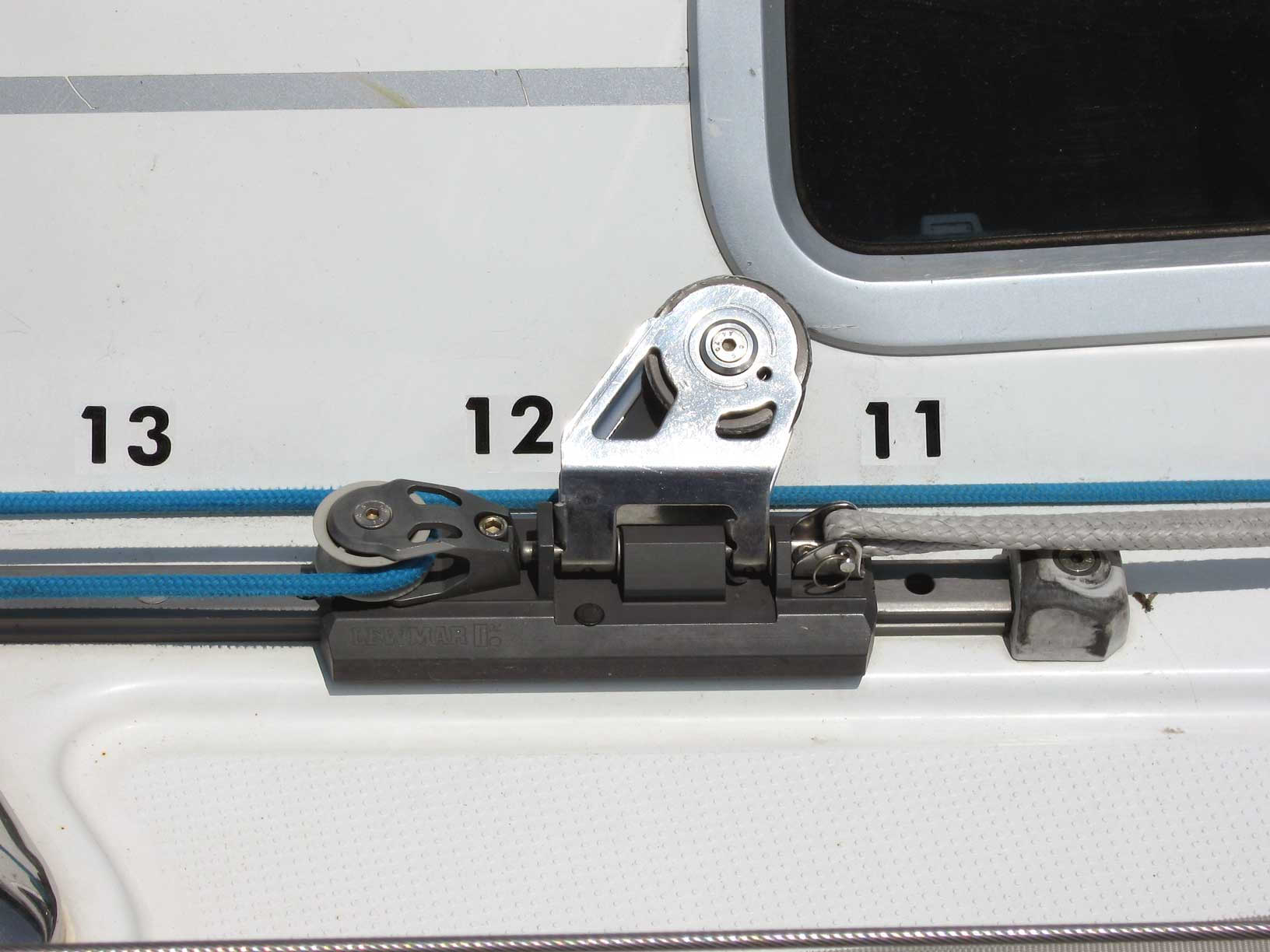
Погон з візком для шкота стакселя
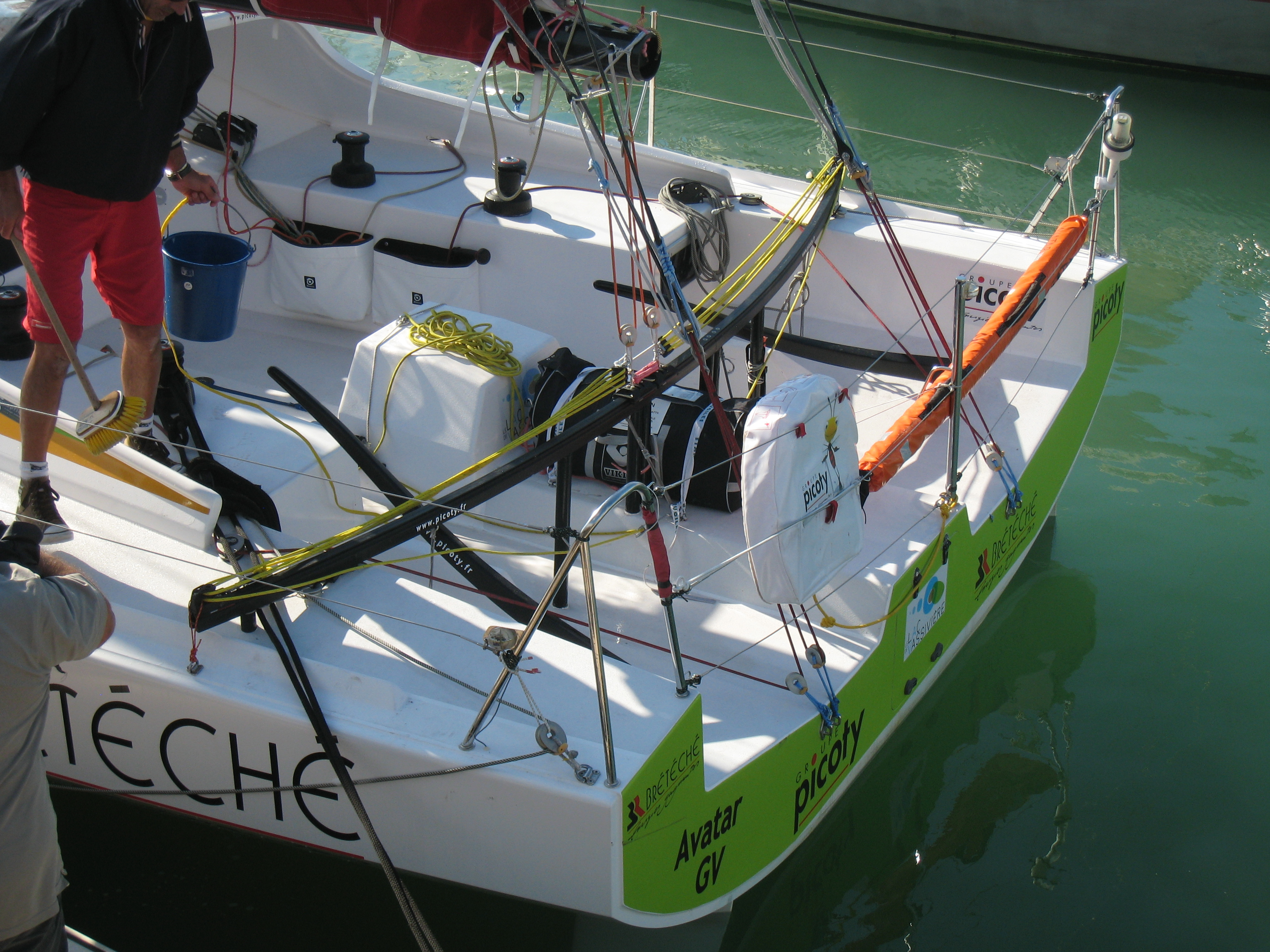
Погон яхти класу 40
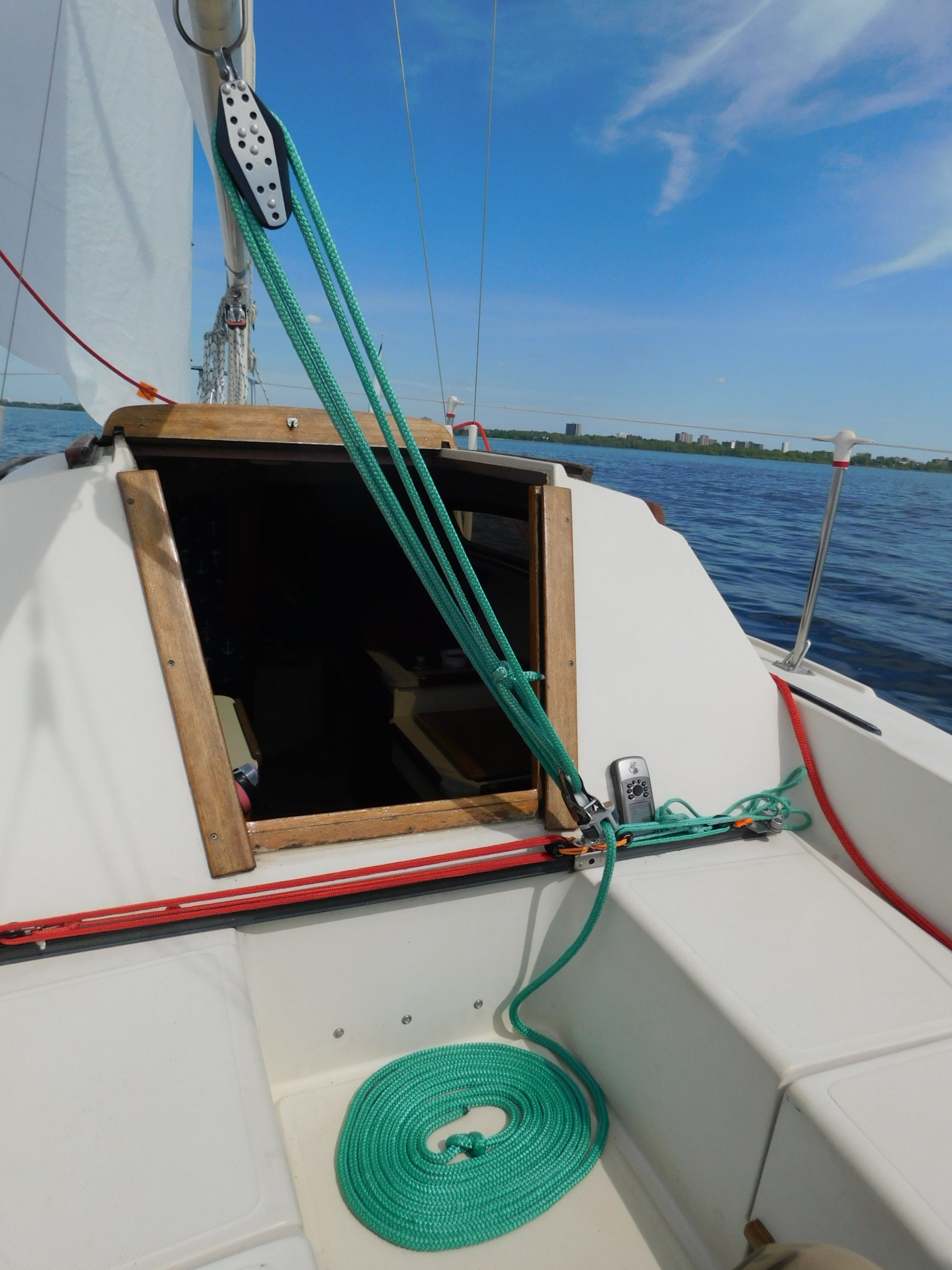
Шкот на погоні